# Cruggleton Castle

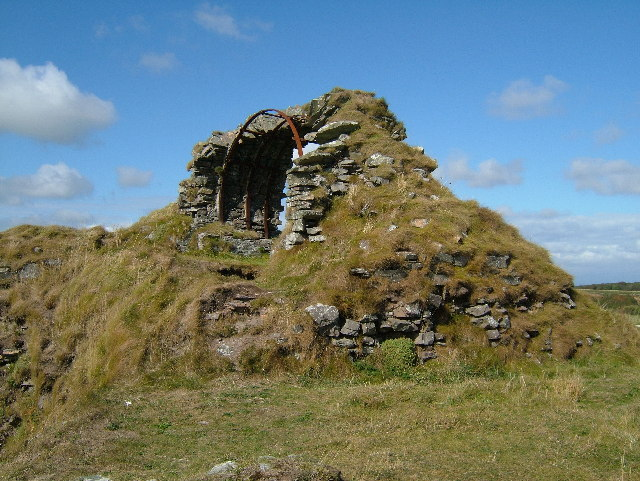
Ruine von Cruggleton Castle, 2005

Cruggleton Castle ist eine Burgruine am Cruggleton Point an der Küste von The Machars, etwa 4,5 km östlich von Whithorn und etwa 6 km südöstlich von Sorbie in der schottischen Council Area Dumfries and Galloway. Ausgrabungen in den 1970er- und 1980er-Jahren förderten Überreste verschiedener Nutzungsperioden vom 1. bis zum 17. Jahrhundert nach Christus zutage. Der erste steinerne Turm wurde im 13. Jahrhundert auf dem Mound einer älteren Motte errichtet.
Die Burg lag auf einem hohen Felsvorsprung, der eine Landzunge an der östlichen Klippenfront bildet, etwa 40 Meter über dem Meeresspiegel. Der Name „Cruggleton“ soll von der felsigen Natur des Standortes herrühren.

## Geschichte des Standortes
Bei Ausgrabungen auf dem Burggelände wurde ein Hüttenkreis aus der späten Eisenzeit entdeckt, ebenso wie die Reste einer hölzernen Halle aus dem Frühmittelalter. Im 12. oder 13. Jahrhundert wurde der Felsvorsprung zu einem Mound erhöht und darauf ein hölzerner Turm errichtet. Zu dieser Zeit war Cruggleton Castle möglicherweise ein Sitz der Lords of Galloway, der dann an die Earls of Buchan fiel. Der älteste Steinturm wurde Ende des 13. Jahrhunderts errichtet, die älteste Kurtine Anfang des 15. Jahrhunderts. In den 1290er-Jahren bekam John Comyn, 7. Earl of Buchan die Erlaubnis von König Eduard I. von England, auf der Insel Calf of Man nach Blei zu schürfen, um acht Türme der Burg decken zu lassen. Cruggleton Castle, auch „The Black Rock of Cree“ genannt, wurde mit der Festung am Cree in Verbindung gebracht, die William Wallace laut Blind Harry mit seinen Kumpanen Stephen of Ireland und Kerlé einnahm. 1307 wurde die Burg erneut von schottischen Truppen eingenommen und anschließend zerstört. Später im 14. Jahrhundert verlehnte König David II. Cruggleton Castle an Gilbert Kennedy. 1424 wurde es dem Prior und den Brüdern von Whithorn gestiftet.
1563 besuchten die Spione von Königin Elisabeth I. von England den Südwesten Schottlands, um die Verteidigungsanlagen von Cruggleton Castle, Wigtown Castle, Cardoness Castle und Kirkcudbright Castle zu untersuchen. Sie notierten, dass Cruggleton Castle „derzeit nur von zwei Mann gehalten werde, aber die Whithorn Priory unter 20 Mann, wenn auch ohne Artillerie, liege“. Sie fertigten auch eine kolorierte Skizze der Burg an, die heute im British Museum liegt. Sie zeigt einen hohen Turm, der von einer Kurtine mit angeschrägten Zinnen umgeben und durch eine Zugbrücke und ein Fallgatter geschützt ist.
Nach der schottischen Reformation wurden die Ländereien der Kirche unter den Adligen Schottlands aufgeteilt. Über Cruggleton Castle entbrannte ein Streit zwischen Lord Robert Stewart, dem Prior von Whithorn und John Fleming, 5. Lord Fleming, der vor das Zivilgericht gebracht wurde. Trotzdem wurde Stewart, ein unehelicher Sohn von König Jakob V., von Lord Fleming in der Burg belagert. James Stewart, Earl of Moray, ebenfalls ein unehelicher Sohn Jakobs V., schritt zugunsten seines Bruders ein, indem er an Sir Patrick Vaus of Barnbarroch schrieb und diesen dazu nötigte, die Burg zu entsetzen. Der Streit wurde in den 1580er-Jahren zugunsten von Margaret Fleming Stewart, Mistress of Ochiltree, entschieden.
Cruggleton Castle war später in den Händen von Sir Patrick Vaus, der 1598 starb. Es fiel dann an seinen Sohn, Sir John Vaus, der das Anwesen an Peter McDowall aus Machermore weitergab, der es wiederum 1606 an James Kennedy verkaufte. In den darauffolgenden Jahrzehnten ging die Burg durch viele Hände, 1684 wurde sie als „völlig zerstört und ruinös“ beschrieben.

## Die Ruinen von Cruggleton Castle
Cruggleton Castle ist über einen Küstenweg vom nahegelegenen Anwesen Galloway House erreichbar. Die heute von außen sichtbaren Überreste der Burg bestehen aus einem schmalen Stück Tonnengewölbe im einstigen Turm. Am Ort nennt man es „The Arch“, und man kann es deutlich von der Straße B7063 von Garlieston zur Isle of Whithorn sehen. Das Mauerwerk war früher mit Metallbändern unterstützt, wurde aber kürzlich saniert und steht heute wieder bis zu einer Höhe von etwa 3 Metern. Auf dem gesamten Gelände kann man die Fundamente verschiedener weiterer Gebäude sehen. Die Außenbegrenzungen des Mounds sind klar zu erkennen; sie messen etwa 31 × 29 Meter. Ebenso sichtbar ist der breite Graben quer über den Felsvorsprung etwa 50 Meter westlich der Ruinen. Die Überreste gelten als Scheduled Monument.

## Kirche von Cruggleton
Die Kirche von Cruggleton liegt etwa 750 Meter westlich der Burgruine und zeigt vermutlich die ungefähre Lage des Dorfes Cruggleton an. Anfang des 12. Jahrhunderts ließ sie Fergus, der Herr von Galloway, erbauen. Sie ist die besterhaltene romanische Kirche in der Gegend. In den 1890er-Jahren restaurierte „William Galloway“ die Kirche, die damals eine Ruine war, für den 3. Marquess of Bute. Die Kirche von Cruggleton hat Historic Scotland als historisches Bauwerk der Kategorie A gelistet.

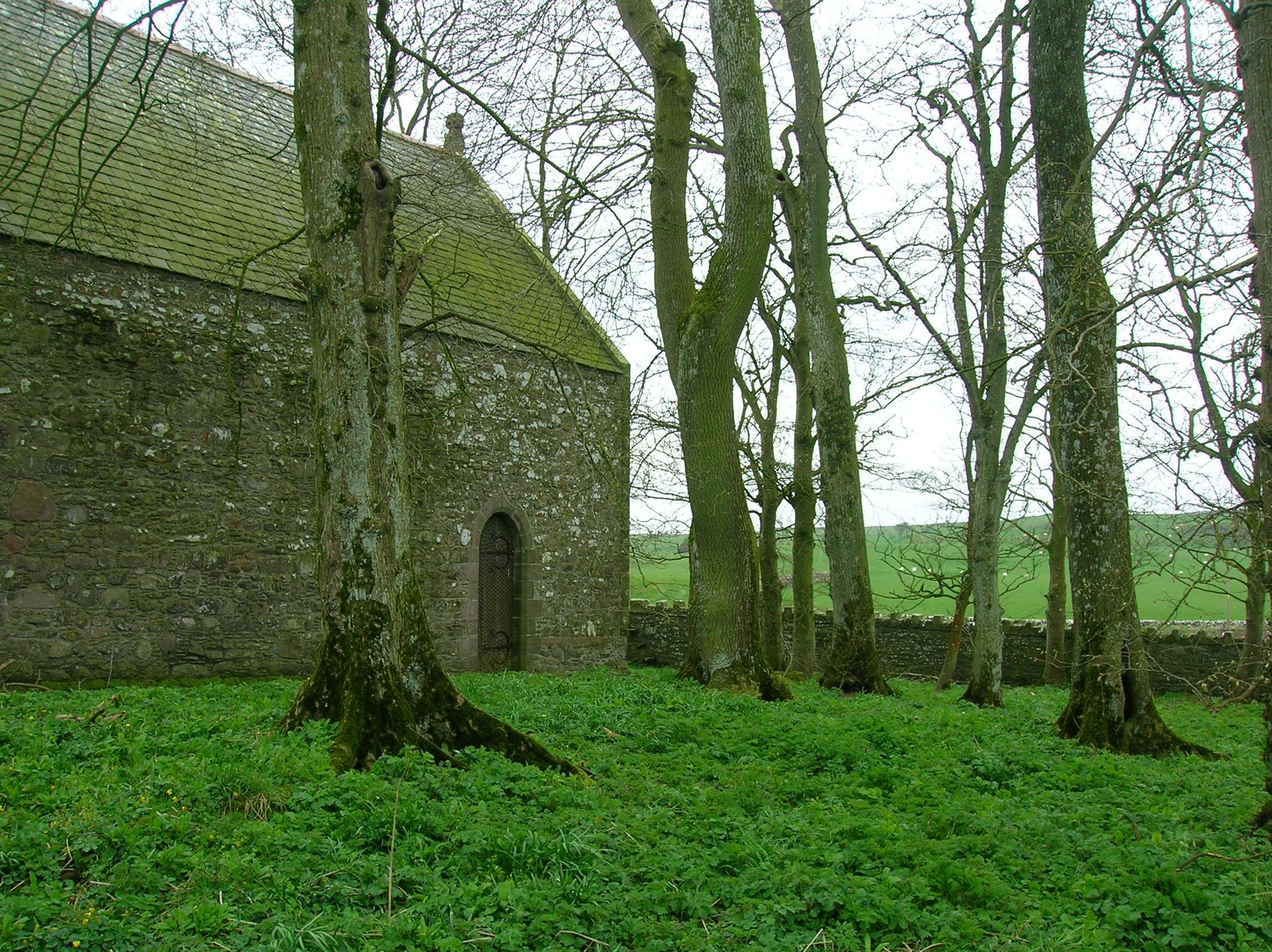
Kirche von Cruggleton von Süden.
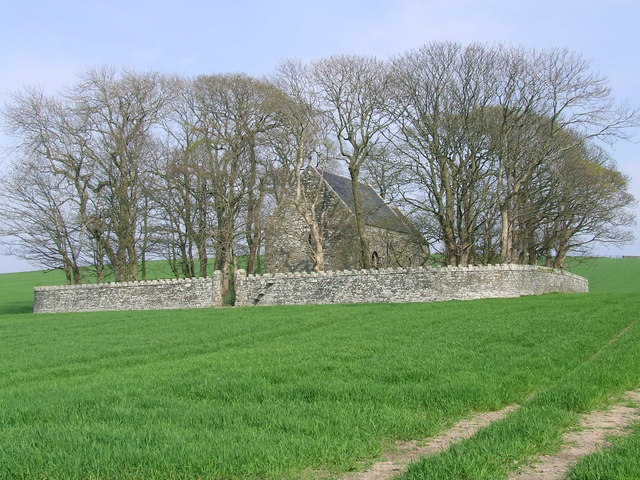
Die Kirche von Cruggleton.
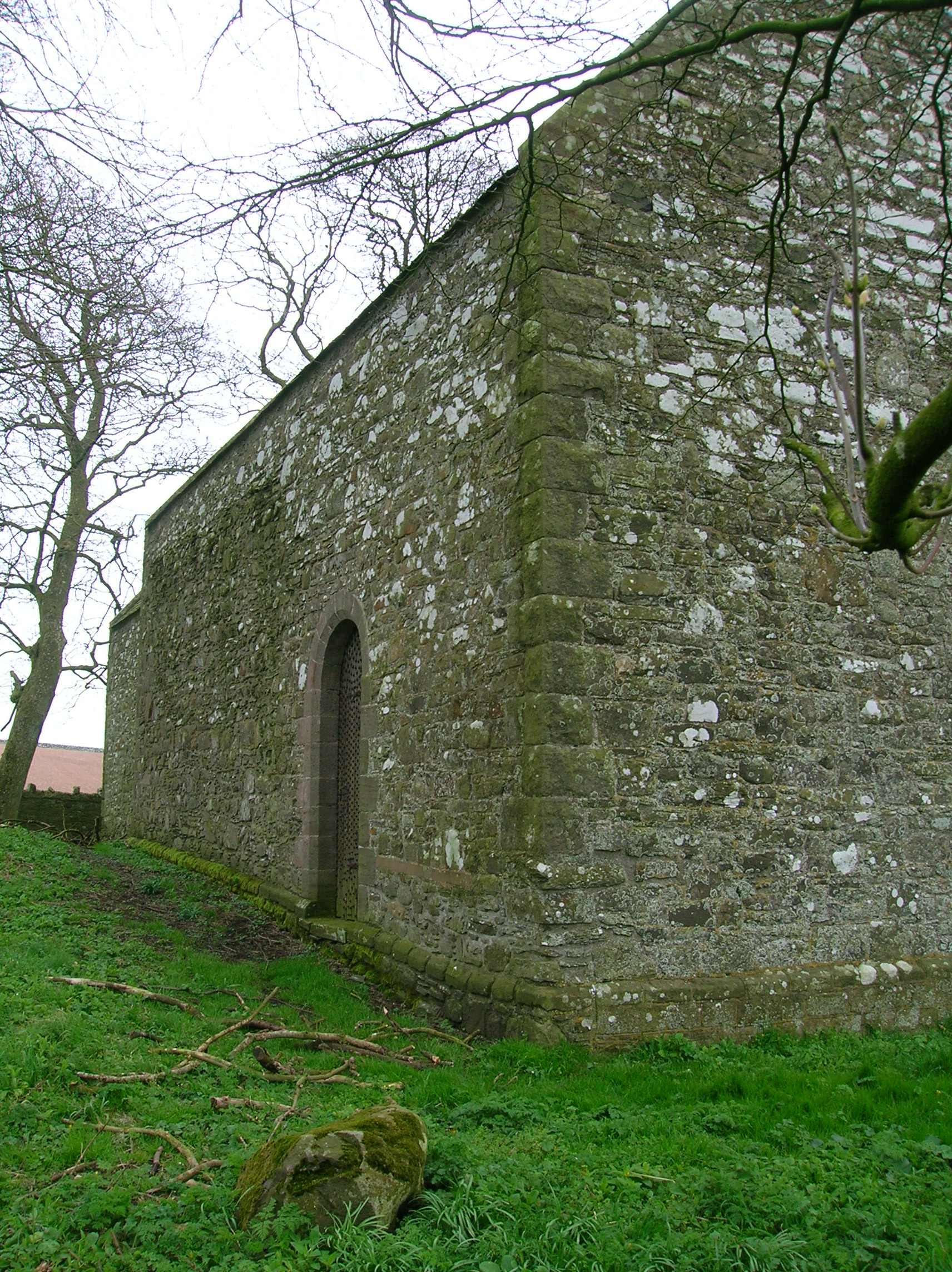
Kirche von Cruggleton von Norden.
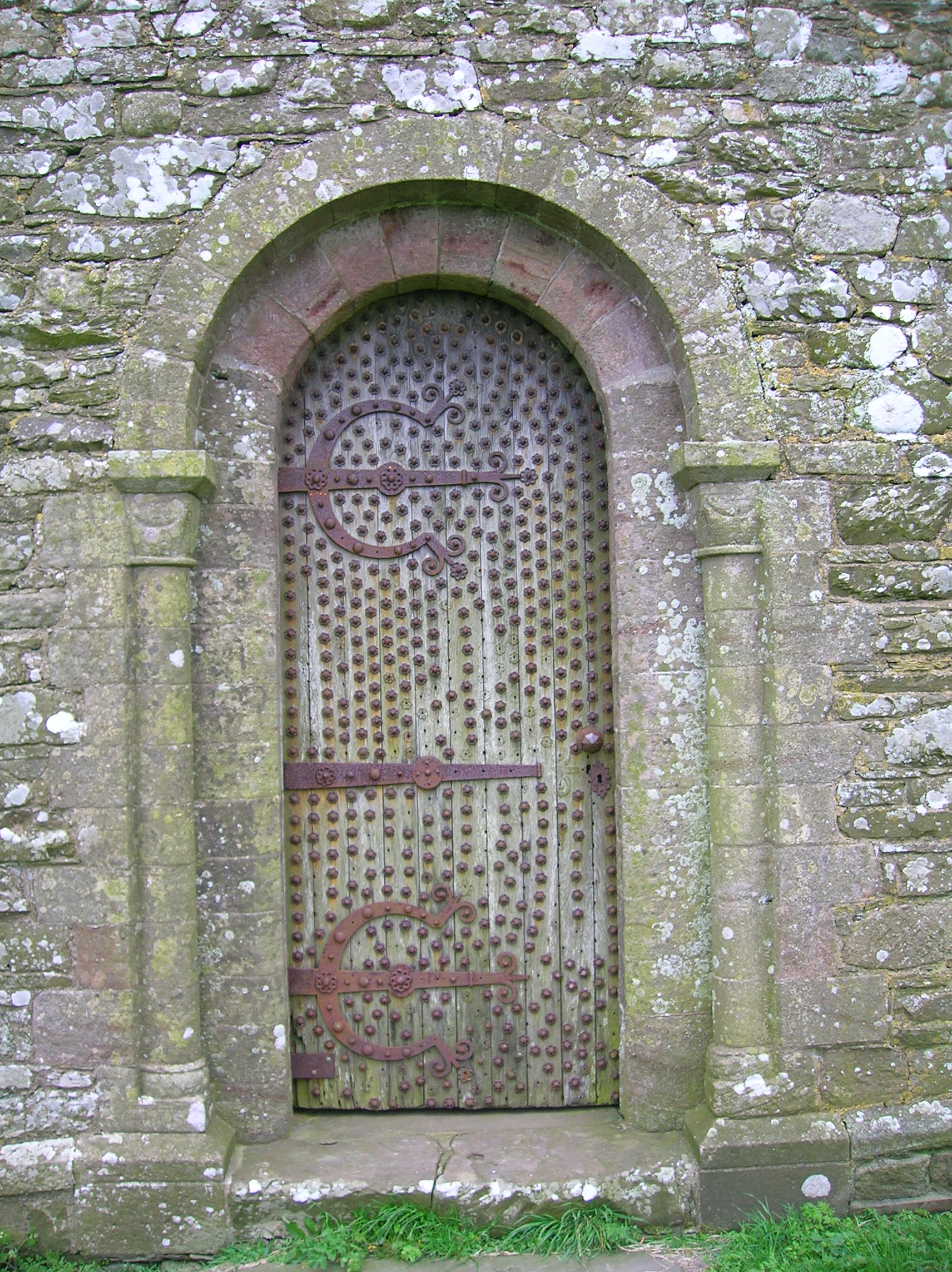
Türe der Kirche von Cruggleton.